# Горбун из Нотр-Дама (фильм, 1982)
«Горбун из Нотр-Дама» (или «Горбун собора Нотр-Дам»; англ. Hunchback of Notre Dame) — экранизация романа Виктора Гюго «Собор Парижской Богоматери». Показ телефильма Алана Хьюма и Майкла Тачнера состоялся 4 февраля 1982 года на канале CBS, в рамках антологии Зал славы Hallmark. За исполнение роли Квазимодо Энтони Хопкинс был номинирован на прайм-таймовую премию «Эмми».

## Сюжет
Клод Фролло находит у подножья Нотр-Дама (Собор Парижской Богоматери) уродливого ребёнка. Клод решает усыновить его, дав малышу имя Квазимодо. Спустя 20 лет, Квазимодо став звонарем собора, замечает на площади танцующую цыганку Эсмеральду и влюбляется. Но в цыганку влюбляется Фролло, Гренгуар и капитан Феб. В отличие от книги, в конце Эсмеральду, приговоренную к смертной казни, спасает Квазимодо, который помогает ей скрыться вместе с Гренгуаром. Затем Квазимодо убивает Фролло, а сам падает с башни.

## В ролях
- Энтони Хопкинс — Квазимодо
- Лесли-Энн Даун — Эсмеральда
- Дерек Джекоби — Клод Фролло
- Джон Гилгуд — Жак
- Дэвид Суше — Клопен
- Тим Пиготт-Смит — Филипп
- Найджел Хоторн — Магистрат
- Роберт Пауэлл — Феб де Шатопер
- Дэвид Келли — хозяин таверны